# Gurza
Gurza (łac. Dioecesis Gurzensis) – diecezja historyczna w Cesarstwie rzymskim w prowincji Byzacena, współcześnie w Tunezji. Obecnie katolickie biskupstwo tytularne.

## Biskupi tytularni
| Lp. | Biskup                         | Funkcja                                     | Od               | Do                  |
| --- | ------------------------------ | ------------------------------------------- | ---------------- | ------------------- |
| 1   | Marie-Augustine Chapuis        | emerytowany biskup Kumbakonam (Indie)       | 17 grudnia 1928  | 14 lipca 1930       |
| 2   | Manuel Maria Ferreira da Silva | biskup pomocniczy Goa i Damanu (Indie)      | 8 lutego 1931    | 29 maja 1949        |
| 3   | Albino Morera                  | emerytowany biskup Tempio-Ampurias (Włochy) | 9 grudnia 1950   | 20 marca 1952       |
| 4   | Félix-Marie Verdet             | biskup pomocniczy Nicei (Francja)           | 10 czerwca 1952  | 1 lipca 1963        |
| 5   | Jerome Hastrich                | biskup pomocniczy Madison (USA)             | 25 lipca 1963    | 25 sierpnia 1969    |
| 6   | Maurice Perrin                 | nuncjusz apostolski                         | 16 stycznia 1970 | 3 października 1994 |
| 7   | Vito Schlickmann               | biskup pomocniczy Florianópolis (Brazylia)  | 25 stycznia 1995 | 14 lutego 2023      |
| 8   | Christopher Naseri Naseri      | biskup pomocniczy Calabar (Nigeria)         | 1 maja 2023      |                     |